# Скалмачоне (Фрозиноне)
Скалмачоне је насеље у Италији у округу Фрозиноне, региону Лацио.
Према процени из 2011. у насељу је живело 33 становника. Насеље се налази на надморској висини од 187 м.